# 살리흐 우찬
살리흐 우찬(튀르키예어: Salih Uçan, 1994년 1월 6일, 마르마리스 ~ )는 이스탄불 바샥셰히르 FK에서 공격형 미드필더로 뛰는 튀르키예의 축구 선수이다.

## 클럽 경력
페네르바흐체는 2012년 6월 6일에 우찬을 140만 유로에 계약을 했고, 계약기간은 5년이며, 매 시즌 마다 22만 유로를 지불한다. 이 계약금액은 튀르키예 유소년 선수를 영입하는데 들었던 최고 이적료를 경신했다. 시즌 전반기에 살리흐는 주로 벤치에 앉았고 일부 몇 경기에는 교체 선수로 출전했다. 그의 동나이대에 다른 선수들과 비교되던 살리흐는 전반기에 뛰어난 활약을 펼쳤는데, 그 이유는 최소한 그는 경기에 출전은 할 수 있었기 때문이였다. 하지만 겨울 휴식기가 지나고 시즌 후반기가 시작하고나서, 그는 더 많은 선발 기회와 출전 기회를 얻었다. 인상적이게도, 그는 주어진 기회를 지혜롭게 사용했고 마침내, 2013년 3월 14일에 빅토리아 플젠과의 UEFA 유로파리그 16강전에서 이적후 첫 데뷔골을 넣었다. 그의 기여를 받은 페네르바흐체는 라치오와의 2차전이 열린 쉬크뤼 사라졸루 스타디움에서 1-1 무승부를 거둬 유로파리그 준결승전 진출권을 확보했다. 또한 그는 2013년 4월 7일에 오르두스포르를 상대로 환상적인 두 골을 넣었고, 다시 한번 그의 기여덕에 페네르바흐체는 리그 4연승을 거뒀다.

## 국가대표팀 경력
2013년 11월 15일 아다나에서 열린 북아일랜드전에서 튀르키예 축구 국가대표팀 데뷔전을 치렀다.

## 수상 경력

### 클럽
페네르바흐체
- 쉬페르리그 (1): 2013–14
- 튀르키예 쿠파스 (1): 2012–13
- UEFA 유로파리그 (준결승): 2012-13